# 그라드 (지리)
그라드(키릴 문자: град) 또는 고로드(город)는 마을이나 도시를 뜻하는 슬라브어 단어이다. 이 단어는 러시아의 노브고로드, 고로데츠, 불가리아의 아세노브그라드, 보스니아 헤르체고비나의 노비그라드 같은 도시의 이름에 사용되었다.
몇몇 슬라브 언어에서 이 단어는 같은 어원을 지닌 다른 철자로 쓰이기도 한다. 예를 들어 러시아어 '고로드'는 볼고그라드(러시아어: Волгогра́д)나 젤레노그라츠크(러시아어: Зеленогра́дск)와 같이 몇몇 도시의 이름에서 '그라드'의 형태로 사용된다. 현저한 예는 1914년에 상트페테르부르크가 덜 독일어처럼 발음되기 위해 페트로그라드로 개명되고, 레닌의 사후에 다시 레닌그라드로 이름이 바뀐 것이다.
다른 슬라브계 언어에서는 그라드를 대신 다른 단어(체코어: město, 슬로바키아어: mesto, 폴란드어: miasto)를 사용하는데 이는 '장소'를 뜻하는 고대 슬라브어 고르드(Gord)에 어원을 두고 있다.

## 이 단어가 사용된 도시

### 러시아
- 니즈니노브고로드
- 디미트로브그라드
- 벨고로드
- 벨리키노브고로드
- 볼고그라드
- 이반고로드
- 즈베니고로드
- 칼리닌그라드
- 키로브그라드

### 몬테네그로
- 다닐로브그라드

### 보스니아 헤르체고비나
- 비셰그라드

### 불가리아
- 디미트로브그라드
- 라즈그라드
- 블라고에브그라드
- 아세노브그라드

### 세르비아
- 디미트로브그라드
- 베오그라드
- 보실레그라드

### 헝가리
- 비셰그라드
- 노그라드 주